# Fairwater (Cardiff)
Pour les articles homonymes, voir Fairwater.
Fairwater (en anglais) ou Y Tyllgoed (en gallois) est un quartier de la ville de Cardiff, au pays de Galles, disposant du statut de communauté.

## Géographie
Fairwater se situe au nord-ouest de l'agglomération de Cardiff. Il est délimité au nord par la route A4119 (Llantrisant Road) (en), à l'ouest par la Cardiff City Line (en) et au sud par l'Ely.

## Démographie
Au recensement de 2011, la communauté de Fairwater comptait 12 981 habitants.